# Lüsziasz

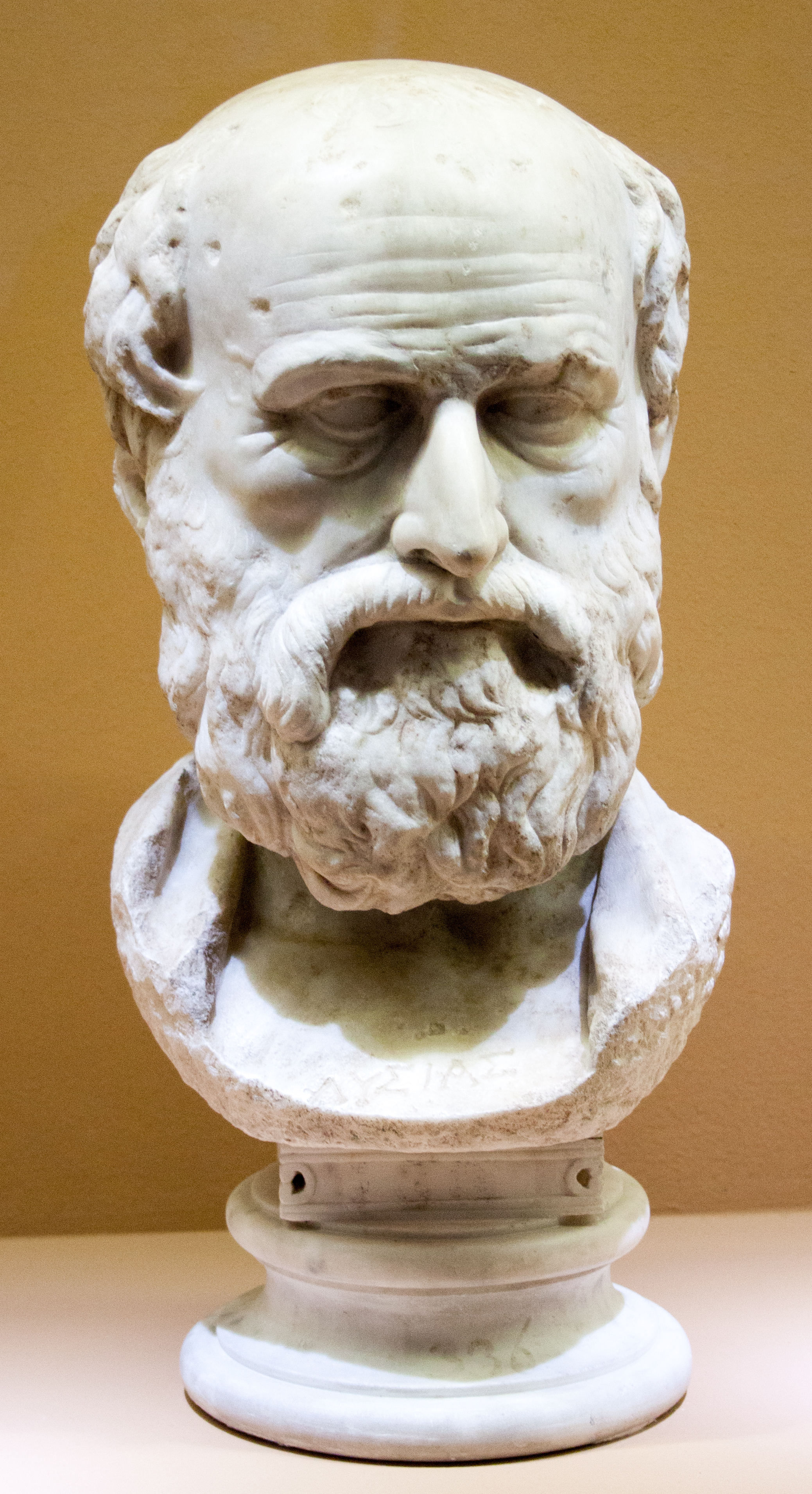
Lüsziasz

Lüsziasz (ógörögül: Λυσίας, latinul: Lysias [ez egyben nevének az akadémiai átírása is]), (Athén, i. e. 445 – Athén, i. e. 380) Athénban élő beszédíró (logographos) és szónok. Az alexandriai irodalmi kánon a tíz attikai szónok közé sorolta.

## Élete
Életéről meglehetősen sokat tudunk. Fő egykorú forrásunk ebben maga Lüsziasz, aki egyik művében, az Erathosztenész elleni beszédében maga meséli el életének és családjának történetét. Másik egykorú forrásunk Platón, aki dialógusaiban tesz említést Lüsziaszról, aki apja vagyona révén az athéni szellemi élet középpontjába került. Lüsziasz házában játszódik Platón Állama, Lüsziasz szerepel a Lakomában, illetve utalás történik rá a Phaidrosz című dialógusban is.
Lüsziasz apja Képhalosz gazdag pajzsgyáros volt, aki Szürakuszaiból költözött Periklész hívására Pireuszba. Három fia volt, Polemarkhosz, Lüsziasz és Euthüdémosz. Kr. e. 440-ben, apja halála után Lüsziasz Thurioiba, Athén gyarmatvárosába költözött. ahol a szürakuzai Teisziasztól, Khorax tanítványától retorikát tanult. Az athéniek számára tragédiával végződő szicíliai hadjárat után azonban Kr. e. 412-ben visszaköltözött Athénba. A harminc zsarnok uralma alatt Athénben ő és bátyja, Polemarkhosz a zsarnokok halállistájára kerültek. Maga Lüsziasz lefizette az elfogására küldött embereket, és Megarába menekült, testvérét azonban kivégezték. A demokráciát restauráló Thraszübulosz csapataival együtt tért vissza Athénba. Mivel nem volt polgárjoga (metoikosz volt) és mivel nem kapta vissza apja vagyonát, ezért beszédírással kereste kenyerét - az ezt a tevékenységet végző embert logographosznak nevezték. Beszédeit nem maga mondta el, kivéve a testvére halála kapcsán a harminc zsarnok egyike, Erathosztenész ellen, valamint az olümpiai játékok kapcsán a görög összefogásról írottakat. E két műve egyben példa a görög szónoklattan két alapvető beszédtípusára: az előbbi ún. törvényszéki beszéd, míg az utóbbi ún. tanácsadó (epideiktikus) beszéd. Arisztotelész e két típus mellett még ún alkalmi beszédet is megkülönböztetett - ez utóbbi azonban nem jellemző Lüsziasz írásművészetére. Jelenleg összesen 34 beszédét ismerjük többé-kevésbé teljesen, valamint fennmaradt több száz töredék.
Tanítványa, Iszaiosz maga is a 10 híres szónok közé került az alexandriai irodalmi kánonban.

## Híresebb beszédei

### Az Eratoszthenész elleni beszéd
Bírák! Nem az a nehéz, hogyan kezdjem el a vádbeszédet, hanem az, hogy hol rekesszem be. Hiszen számtalan olyan jelentős tettet hajtottak végre, hogy még ha hazudnék sem tudnám rettenetesebb dolgokkal vádolni őket, mint amiket valóban elkövettek, és akkor sem tudnám az összeset felsorolni, ha az igazsághoz akarok ragaszkodni, hanem vagy el kell hallgatnom valamit, vagy időm telik le.
Így kezdődik Lüsziasz beszéde a testvére meggyilkolásával vádolt zsarnok ellen.A per tárgyául szolgáló események a peloponnészoszi háború utolsó időszakában, illetve a közvetlenül ezt követő athéni polgárháborúban történtek. Athén bukása után a spártaiak 30 férfit bíztak meg Athén vezetésével. Ezek oligarchikus uralmat vezettek be a városban, és mivel pénzre volt szükségük, ezért elhatározták, hogy legyilkolnak gazdag athéni lakosokat, és megszerzik vagyonukat. Ez kettős előnnyel járt az elképzelésük szerint: egyfelől pénzhez juthattak, másfelől viszont a gyilkosságokban való részvételre késztethetnek egyes athéni polgárokat is, és így büntársaikká tehetik őket. A harminc zsarnok terrorhadjáratában halt meg Lüsziasz testvére, Polemarkhosz illetve majdnem maga Lüsziasz is. A zsarnokok elképzelése szerint a bűntársakká tett polgárok pedig, félve a megtorlástól, majd támogatni fogják őket az athéniek restaurálási kísérleteivel szemben. Szókratész maga is beszámol arról, hogy őt is rá akarták venni gyilkosságokra, de ő visszautasította ezt.
A harmincak kegyetlenkedései elől elmenekült athéniek Megarába menekültek, ahonnan Thraszübulosz vezetésével Athénre támadtak, és legyőzték a harmincak seregét. A bukott zsarnokok ezt követően Eleuszisz városába menekültek, de végül Munükhiánál legyőzték őket (Kr.e. 404/403-as arkhóni év). Az athéni demokráciát restaurálták: a demokraták -tekintettel a harmincak tettestársakat kereső politikájára - amnesztiát hirdettek az athéni lakosok körében, illetve részben athéni polgárjoggal, részben a polgárjoghoz hasonló jogokkal jutalmazták meg a demokraták oldalán küzdő metoikosokat, így Lüsziaszt is. Lüsziasz maga athéni polgárjogot kapott, azonban az ezt biztosító törvény nem lépett hatályba.
A fent idézett bevezető több dolgot is elárul az athéni perjogról: a legelső dolog, hogy az ókori Athénban nem volt közvádlói, illetve védői intézmény, hanem a polgárok maguk vádoltak meg más személyeket, és maguk képviselték a vádat, illetve a védelmet. E per abból a szempontból különleges, hogy személyes érintettség miatt a metoikosok is perelhettek, és személyesen járhattak el az ügyükben - így Lüsziasz is maga perelt. A bíróság nem hivatásos bírókból, hanem magukból az athéni polgárokból állt. Az amnesztia nem terjedt ki a harmincak tagjaira - így Erathostenész perelhető volt.
A Lüsziasz előadásából rekonstruálható tényállás szerint a harmincak ülésén Theognész és Peiszón vetette fel először, hogy meg kellene ölni metoikosokat a pénzükért. Ezt követően felkeresték Lüsziaszt a házában, ahol éppen vendégség volt. A vendégeket a letartóztatásra küldött emberek elküldték, Peisón pedig őrizetbe vette Lüsziaszt, mialatt a társai lefoglalták a család vagyonát. Lüsziasz ekkor lefizette Peiszónt, azonban annak két társa Mélobiosz és Mnészitheidész betoppantak és felelősségre vonták Peiszónt, hogy hová viszi Lüsziaszt. Peiszón ekkor azt válaszolta, hogy Lüsziasz bátyja házába mennek. Mélobiosz és Mnészitheidész ekkor azt az utasítást adták, hogy vigyék Lüsziaszt Damnipposz házába, ott helyezzék őrizetbe, majd hárman együtt menjenek Lüsziasz bátyja, Polemarchos házába, és kutassák át azt. A Damnipposz házában őrizetbe helyezett Lüsziasz ekkor Damnipposztól próbált segítséget kérni, és végső soron Damnipposz útján megpróbálta lefizetni a jelenlévő Theognészt. Mialatt azok ketten egyezkedtek, Lüsziasz, aki korábban barátja volt Damnipposnak és emiatt ismerte annak házát, átvágott a ház három szobáján, majd miután mindhárom ajtaját nyitva találta, elmenekült a házból. Ezt követően Lüsziasz Pireuszba menekült, és egyik barátja, Arkheneosz házában rejtőzött, majd megkérte azt, hogy menjen be Athénba, és kérdezze meg, hogy mi történt Polemarkhosszal. Ettől kapta azt a hírt, hogy bátyját az utcán Eratoszthenész elfogta, majd a börtönbe kísérte, ahol öngyilkosságra kényszerítették: bürökből készült mérget itattak vele - Szókratészhoz hasonlóan. Lüsziasz ezt követően Megarába menekült, ahol az elmenekült demokraták gyülekeztek.
Lüsziasz cáfolja Eratoszthenész érvét, miszerint parancsra cselekedett és nem tehetett máshogy. Lüsziasz azzal érvel, hogy az utcán fogták el Polemarkhoszt, míg Lüsziaszt a saját házában. De amint Lüsziasz számára is lehetőség nyílt a menekülésre, úgy Polemarkhosz számára is lehetőség lett volna menekülést biztosítani - ha máshogy nem, legalább úgy, hogy Eratoszthenész úgy tesz, mintha nem venné észre a tömegben Polemarkhoszt. Lüsziasz tanúkat hoz fel, illetve a közismert eseményekre hivatkozik igazának bizonyítására. A beszédben nagy szerepet kap az athéniek érzelmeire való hivatkozás, illetve a drámai részletek. A különben másodrangú szerepet betöltő Eratoszthenész szerepét azzal igyekszik súlyosabbnak feltüntetni, hogy szerepét összemossa a harmincak vezetőinek, így például a Platón dialógusaiból ismert Kritiasz cselekedeteivel - így sok helyen többes számban beszél Erathostenészről, mintha az is mindenben osztozott volna a harmincak gyűlöletes cselekedeteiben.
Emlékezzetek a többi szenvedésre is, amit miattuk kellett kiállnotok. Egyeseket a piactéren, másokat a szentélyekben tartóztattak le és öltek meg, a többieket gyermekeik, szüleik, feleségük mellől hurcoltak el, és kényszerítettek öngyilkosságra, és aztán még tisztességes temetést sem engedélyeztek számukra, mert azt gondolták, hogy az ő hatalmuk még az istenek bosszújánál is erősebb
Arra azonban törekednem kell, hogy el ne sikkadjon: a szentélyek tulajdonát eladták, vagy jelenlétükkel megszentségtelenítették, a várost jelentéktelenné tették, a hajógyárakat lerombolták. Ami pedig a halottakat illeti, ha már életükben nem tudtátok megmenteni őket, legalább halálukban álljatok melléjük. Tudom, hogy ők most ránk figyelnek, és ti ennek tudatában szavazzatok, hogy ahányan csak a felmentést pártoljátok, őket ítélitek ezzel halálra, és ahányan elítélitek a bűnösöket, halottaitokért is bosszút álltok. Most bevégeztem vádbeszédemet. Meghallgattátok. Mindent láttatok, elszenvedtetek. Kezetekben tartjátok őt. Ítéljetek!
A per kimeneteléről nincs tudomásunk. Azok a kutatók, akik a felmentés mellett teszik le a voksot, azzal érvelnek, hogy az Erathosztenész terhére rótt cselekedetek közül csak annyi a konkrétum, hogy helyeselte a metoikoszok megölését, majd elfogta Lüsziasz testvérét, és bekísérte a börtönbe. Arra pedig valószínűleg a vádlott is felhívta a figyelmet, hogy Lüsziasz nem bizonyította, hogy a gyilkosságban közvetlenül is részt vett volna. Szintén Erathosztenész javára szolgál az is, hogy valószínűleg ő sem egyedül fogta el Polemarkhoszt, hanem amint a Lüsziasz elfogására kirendeltek is többen voltak, úgy mellé is biztos adtak kísérőket, akik ellenőrizték, hogy fogságba vetették-e a Polemarkhoszt. Erathosztenész így meggyőzően érvelhetett amellett, hogy saját életét kockáztatta volna Polemarkhosz elengedésével, annál is inkább, mert a tömegben akár további zsarnokokhoz hű személyek is lesben állhattak.

### Olümpiai beszéd
Az olümpiai beszédet több antik író is a tanácsadó beszéd egyik mintapéldájának tartja. A rendkívül rövid beszédet állítólag maga Lüsziasz mondta el,
valamikor Kr. e. 388. vagy 384 körül. A beszéd apropóját a pánhellén olümpiai játékok adják. Ez jó alkalmul szolgált Lüsziasz számára, hogy összgörög
összefogásra szólítson föl. A szónok kifejti, hogy a szabadság feltétele a tengerek feletti uralom megszerzése. A görögök viszont a perzsák miatt 
keleten, II. Dionysios szicíliai zsarnok miatt pedig nyugaton is rabigába vannak hajtva. A görög városállamoknak ezért Spárta vezetésével össze
kellene fogniuk a szabadság visszaszerzéséért. A beszéd érdekességét az a kettősség jelenti, hogy egyrészről Lüsziasz apja maga is Szicíliából 
menekült el a türannisz elől, másfelől pedig Spárta abban az időben szoros baráti kapcsolatot táplált II. Dionysiosszal, aki egyébként valószínűleg maga is jelen volt a beszéd elhangzásakor. Lüsziasz így személyes érintettsége miatti indíttatásából, valamint Athén helyzetének megerősítése céljából éket akart verni a szicíliai-spártai szövetségbe.

## Magyarul
- Lysias beszédei; szerk. Bolonyai Gábor, ford. Adamik Tamás et al.; Osiris–Balassi, Bp., 2003